# Partido Trabalhista Russo
O Partido Trudoviki ou Trudovique, literalmente Partido Trabalhista, foi um partido político revolucionário russo do início do século XX. Os trudoviques eram uma dissidência do Partido Socialista Revolucionário (SR) que desafiava a posição do Comitê Central do SR ao participarem da Primeira Duma. Esse partido socialista agrário era um dos diversos pequenos partidos de trabalhadores que surgiram na Rússia após a Revolução de 1905.
O partido apoiava a desapropriação dos latifúndios, dando aos antigos proprietários apenas algum prêmio na forma de pensões ou acomodações em casas de retiro, discordando, porém, de Lênin, que exigia o confisco da terra, ou seja, a alienação sem compensação ou recompensa, embora, é claro, este não rejeitasse a ideia de abrigar os proprietários indigentes.
Os trudoviques são mais conhecidos por conseguirem eleger diversos membros na Duma, a assembleia nacional criada pelo czar Nicolau II após a revolução de 1905, principalmente na I e II assembleias, em 1906 e 1907, onde obtiveram mais de 100 assentos. Alexander Kerensky, mais tarde primeiro-ministro da Rússia no governo provisório, em 1917, foi eleito para a IV Duma pelo partido, em 1912.